# فلورا فيليب
فلورا فيليب (19 مايو 1865 إلى 14 أغسطس 1943) هي عالمة رياضيات اسكتلندية، وكانت أول امرأة تحصل على درجة من جامعة إدنبرة وأول امرأة تصبح عضوة بجمعية الرياضيات بإدنبرة.

## الطفولة
ولدت فلورا فيليب في توبرموار، مولا في 19 مايو 1865 من أب مهندس مدني يدعى ويليام فيليب وأمها ايزابيلا ماكدوجال.

## التعليم
انضمت فلورا إلى أكاديمية تاين ثم انتقلت بعد ذلك إلى إدنبرة لاستكمال دراستها في عام 1883. في هذا الوقت كان القانون يمنع النساء من الدراسة في الجامعات الاسكتلندية، لذا التحقت فلورا بمنظمة إدنبرة للتعليم الجامعي للفتيات. في عام 1885حصلت على شهادة إدنبرة في الفنون من العميد ويليام موير، عن دراستها للإنجليزية والأدب والأخلاقيات والرياضيات والفيسيولوجيا.
في عام 1889 بدأ الحراك الجامعي الإسكتلندي ليسمح للنساء بالإنضمام إلى الجامعات الاسكتلندية لأول مرة، فتقدمت فلورا لإمتحان القبول بجامعة إدنبرة وحصلت على شهادة بدراساتها السابقة .في 13 أبريل 1893 تخرجت هي وسبع نساء أخريات من الجامعة، وأصبحن أول نساء تقوم بذلك.  وأشار تقرير عن حفل التخرج إلى «حضورعدد غفير من عامة الناس، وكثير منهم كانوا بلا شك ذاهبين إلى هناك ليشهدوا المشهد، الذي تجلى لأول مرة في تاريخ هذه الجامعة، مشهد السيدات اللاتي أخذن أماكنهن (سيدة واحدة بالتحديد) بين الخريجين».
تدربت فيليب على التدريس في كلية سانت جورج لتدريب المعلمات، ودرَّست في مدرسة سانت جورج الثانوية للبنات في إدنبرة حتى زواجها عام 1893.

## جمعية الرياضيات بإدنبرة
في ديسمبر 1886 أصبحت فلورا أول عضوة في جمعية إدنبرة للرياضيات على الرغم من عدم حصولها على شهادة جامعية رسمية.
سحبت عضويتها عند الزواج عام 1893، وكانت لا تزال العضوة الوحيدة في المجتمع.

## حفل سنوي
في عام 1943، احتفلت جامعة إدنبرة بالذكرى الخمسين لتلك المجموعة الأولى من الخريجات، وحضرت ثلاث من ثماني نساء الحفل كضيوف شرف على المنصة: فلورا فيليب، مود إليزابيث نيوبيجين، أميليا هاتشيسون ستيرلنغ. وتوفيت فلورا في وقت لاحق من ذلك العام.

## الحياة الشخصية
تزوجت فيليب من المحامي جورج ستيوارت عام 1893 و أنجبا أربعة أطفال. توفيت عام 1943 في دار لرعاية المسنين، عن عمر يناهز 78 عامًا، ودُفنت في مقبرة دين.

## وصلات خارجية
- على موقع فايند أغريف